# 게이단렌 회관
게이단렌 회관(일본어: 経団連会館)은 도쿄도 지요다구 오테마치에 있는 일본의 초고층 빌딩이다. 일본 경제 단체 연합회가 입주해 있으며 현재 게이단렌 회관은 오테마치 지역 재개발 사업으로 2009년에 완공했다.

## 주요 입주 기업·단체 등
- 일본 경제 단체 연합회
- 가부닷컴 증권 본사[1]
- 스미토모 정밀공업 도쿄 본사[2]
- 스미토모 임업 본사[3]
- 전기사업연합회[4]
- 미쓰비시 머티리얼 본사[5]